# Bucky (Marvel)
Bucky is de naam van verschillende fictieve superhelden uit de strips van Marvel Comics. De originele, James Buchanan Barnes, werd bedacht door Joe Simon en Jack Kirby als beste vriend van Captain America.
De Nederlandse stem van Bucky Barnes werd ingesproken door Sander de Heer en Pim Veth. Momenteel wordt de Nederlandse stem ingesproken door Ricardo Blei.

## Publicatiegeschiedenis
Na zijn debuut verscheen Bucky samen met Captain America in vrijwel elk verhaal in Captain America Comics en andere Timely Comics (Marvels voorloper) series. Na de oorlog deed hij samen met Captain America mee in de strips van All Winners Comics #19 & 21. In een verhaal uit 1948 werd Bucky neergeschoten en raakte zwaargewond, waarna hij werd vervangen door Golden Girl. Captain America Comics eindigde in 1950.
Bucky werd samen met Captain America nieuw leven in geblazen in de omnibus Young Men #24 (Dec. 1953).
In The Avengers vol. 1, #4 (Maart 1964) werd onthuld dat de echte Captain America en Bucky tegen het eind van de Tweede Wereldoorlog waren verdwenen, en door de overheid vervangen door anderen. In een flashback werd getoond dat Bucky was omgekomen.
Bucky’s dood stond lange tijd bekend als een van de weinige momenten waarop een personage uit een strip werkelijk stierf. Zijn dood werd ook als verklaring gebruikt waarom Marvel helden vrijwel nooit jonge hulpjes hebben; omdat de held niet een assistent in gevaar wil brengen.
Plannen om Bucky terug te laten keren bestonden wel al geruime tijd, maar tot 2005 werden ze altijd afgekeurd. In 2005 liet schrijver Ed Brubaker Bucky terugkeren. Hij stond nu bekend als “Winter Soldier”.

## Biografie

### Oorsprong en Tweede Wereldoorlog
Bucky werd geboren als James Buchanan Barnes in Shelbyville, Indiana. Hij was een wees; de zoon van een soldaat die omkwam in een trainingskamp. Als kind werd hij door dit kamp geadopteerd als “mascotte” onder de naam Bucky. Hier ontmoette hij soldaat Steven Rogers.
Toen Bucky een tiener was dook opeens Captain America op. Bucky ontdekte bij toeval dat Rogers Captain America was, en maakte een deal met hem: hij zou dit geheim aan niemand onthullen, op voorwaarde dat Captain America hem tot zijn helper maakte. Rogers stemde toe en trainde Bucky persoonlijk. Samen bevochten ze de Nazi’s in zowel Amerika als Europa.
Bucky was aanwezig hij Captain America’s gevecht met Baron Zemo in de slotdagen van de Tweede Wereldoorlog. Toen Bucky en Captain America een bom afgeschoten door Zemo wilden ontmantelen, ging er iets mis. De bom ontplofte vroegtijdig. De explosie doodde Bucky en slingerde Captain America de zee in, waar hij werd ingevroren.

### Winter Soldier
Nauwelijks een dag na de ontploffing vonden Russische soldaten het lichaam van een jonge man. De man miste een arm, en kon zich niets herinneren over wie hij was. Hij werd meegenomen naar Moskou voor genezing, waar hij ook een bionische arm kreeg.
De man werd opgeleid tot Winter Soldier, een meedogenloze huurmoordenaar die voor de Russen vocht. Hij werd geregeld als huurmoordenaar ingezet. In de tijd dat zijn hulp niet nodig was, werd hij bewaard in een schijndode toestand. Derhalve verouderde hij maar een paar jaar sinds het einde van de Tweede Wereldoorlog. Hij had ook een relatie met Natasha Romanoff.
In het heden trok Winter Soldier de aandacht van Captain America toen hij een aanslag pleegde op Red Skull. Winter Soldier had de opdracht een kosmische kubus te stelen voor de Sovjetgeneraal Aleksander Lukin. Hij liet Captain America expres een glimp van hem opvangen alvorens Sharon Carter, een agente van S.H.I.E.L.D., te ontvoeren. Nadat hij haar had gered, kreeg Captain America van Carter te horen dat Winter Soldier sterk leek op Bucky. Nick Fury bevestigde Winter Soldier’s bestaan, maar kon hem niet identificeren.
Captain America spoorde Winter Soldier op met de hulp van Iron Man en de Falcon, en ontnam hem de kubus. Hij slaagde erin Winter Soldier’s verloren herinneringen terug te halen. Overmand door emoties over wat hij als Winter Soldier allemaal gedaan had, greep hij de kubus en teleporteerde ermee weg.
Hij dook niet veel later op in Londen, en hielp daar Captain America een terroristische aanval af te slaan. Hij speelde tevens een rol in de Civil War. Na de Civil War maakte hij samen met Nick Fury plannen om de gearresteerde Captain America te helpen ontsnappen, maar voor ze iets konden doen werd Captain America reeds vermoord.
Winter Soldier beschouwde Iron Man als schuldig aan Captain America’s dood daar hij diens grootste tegenstander was tijdens de Civil War. Hij stal Captain America’s schild zodat deze niet aan een ander kon worden doorgegeven.

### Nieuwe Captain America
Na de dood van de originele Captain America, nam Bucky de identiteit van Captain America over. Hij draagt hierbij een iets ander kostuum en heeft behalve zijn schild ook een pistool als wapen.

## Andere Bucky’s
- Na Captain America’s dood in de laatste dagen van de oorlog stelde de Amerikaanse overheid een tijdelijke vervanger aan, om zo de soldaten ervan te overtuigen dat Captain America nog leefde. Deze vervanger kreeg een helper genaamd Fred Davis, die Bucky’s plaats innam.

- In de jaren 50 werd een grote fan van Captain America, The Grand Director, tijdelijk de nieuwe Captain America. Hij werd bijgestaan door een tiener genaamd Jack Monroe, die de nieuwe Bucky werd. Net als de nieuwe Captain America onderging Jack maar gedeeltelijk de behandeling tot supersoldaat, wat ook hem uiteindelijk tot waanzin dreef. Jaren later werd hij genezen en nam de identiteit van Nomad aan.

- Kort na Steve Rogers terugkeer probeerde de tiener Rick Jones zijn helper te worden. Dit werd hem geweigerd, daar Captain America zich nog herinnerde wat er met de echte Bucky was gebeurd.

## Krachten en vaardigheden
De originele Bucky was door Captain America persoonlijk getraind in militaire vechttechnieken en het gebruik van militaire wapens zoals vuurwapens en granaten. Hij kon ook met messen overweg en was een goede verkenner.
Als Winter Soldier had Bucky door zijn robotarm bovenmenselijke kracht en reactietijd.

## In andere media

### Marvel Cinematic Universe
Sergeant James Buchanan "Bucky" Barnes was een voormalige soldaat van het 107th Infantry Regiment en de jeugdvriend van Steve Rogers. Terwijl de dreiging van de Tweede Wereldoorlog nog steeds escaleerde, ging Barnes in het leger om te doen wat hij kon, maar werd al snel veroverd door de troepen van HYDRA, tot Barnes uiteindelijk werd gered door Rogers, die net Captain America was geworden tijdens Barnes' afwezigheid. Door hun bundeling van krachten in de voortdurende oorlog vormden Barnes en Rogers de Howling Commando's om de strijdkrachten van de Red Skull te bevechten. Tijdens een poging om HYDRA-wetenschapper Arnim Zola te vangen, werd Barnes gevangen in een hinderlaag en viel van de HYDRA-trein, waar hij verdween en vervolgens werd verondersteld dood te zijn.
Buiten het medeweten van zijn team, had Barnes de aanval op de trein overleefd, zij het met het verlies van zijn linkerarm. Gehersenspoeld en bewapend met een nieuw cybernetisch ledemaat, werd Barnes uiteindelijk een versterkte HYDRA-agent die bekend staat als de Winter Soldier. In de loop van de volgende decennia, zou hij iedereen elimineren die een bedreiging voor HYDRA vormde, waaronder ook zijn vroegere bondgenoot, Howard Stark en zijn vrouw Maria. Tussen zijn missies zou Barnes in een cryogene stasis worden gebracht om zijn levensduur te behouden. Meer dan een halve eeuw later, toen hij werd bevolen door HYDRA's nieuwe leider Alexander Pierce om SHIELD directeur Nick Fury te vermoorden, werd de Winter Soldier onverwachts geconfronteerd met zijn oude vriend, Steve Rogers, die hem ertoe in staat bracht om zijn vroegere leven voor HYDRA te beginnen herinneren.
In de nasleep van de Slag bij het Triskelion, ging de Winter Soldaat op de vlucht voor HYDRA naar een missie om zijn verleden te herinneren en zijn lange gewelddadige geschiedenis te beëindigen. Barnes werd er echter van beschuldigd een terroristische bomaanslag te hebben veroorzaakt, die onder meer het leven eiste van T'Chaka, de koning van Wakanda. Terwijl Black Panther wraak zocht voor de dood van zijn vader, werd Barnes snel gered door Captain America, wat leidde tot de Avengers Civil War, toen Tony Stark werd gestuurd om hem te vangen. Toen Helmut Zemo vertelde dat hij de Civil War had veroorzaakt, onthulde hij dat Barnes jaren geleden de ouders van Stark had vermoord. Stark werd woedend en viel Rogers en Barnes aan. Barnes verloor zijn metalen arm. Na zijn wraak te hebben overleefd, werd Barnes vervolgens naar Wakanda gebracht, waar hij door T'Challa mocht worden bevroren totdat zijn geest kon worden genezen van alle mentale programmering van HYDRA, Barnes herstelde geleidelijk aan met hulp van T'Challa's zus Shuri en kreeg de bijnaam White Wolf door de lokale bevolking.
Toen Thanos Wakanda bedreigde voor het vernietigen van Vision, die de Mind Stone bezat , sloot Barnes zich aan bij T'Challa en de Avengers om de dreiging te helpen bestrijden. Barnes ontving ondertussen een nieuwe metalen arm van Vibranium. Ondanks hun beste inspanningen, werd Thanos overwinnaar en verzamelde alle Infinity Stones. Toen Thanos zijn plan om de helft van het universum uit te roeien kon voltooien, was Barnes een van degenen die uiteengevallen waren. Vijf jaar later gaan de overgebleven Avengers op missie om terug in de tijd te gaan zodat ze de oneindigheidsstenen voor Thanos weten te bemachtigen, en daarmee zijn daden ongedaan maken. Dit lukt waardoor Barnes en rest van de tot as vergaande mensen weer tot leven komen, samen met alle Avengers strijden ze tegen Thanos en zijn mannen. Ze winnen uiteindelijk het gevecht.
Nadat Bucky weer terugkeert in de echte wereld met zijn gezonde verstand lijdt Bucky aan PTSD waarvoor hij naar een therapeut gaat. In New York praat hij met een man wiens zoon is vermoord zonder verklaarbare reden. Bucky blijkt in zijn tijd als Winter Soldier zijn zoon vermoord te hebben. Ook heeft Bucky een date met een medewerkster van het Aziatisch café. Samen met Sam Wilson gaat hij achter de Flag Smashers aan. Na een gevecht verloren te hebben gaat Bucky op bezoek bij oude bekende Isaiah Bradley en Helmut Zemo om informatie te verstrekken over HYDRA's verleden met super soldaten. Eenmaal aangekomen in de stad Madripoor komen ze erachter dat de Flag Smashers gebruik maken van een gestolen supersoldaten serum gemaakt in opdracht van de misdaadbaas de Power Broker. Na gevechten met John Walker en de Flag Smashers in Letland en New York zijn de Flag Smashers uitgeschakeld. Bucky gaat hierna samen met Sam naar Sam's woonplaats om hier uit te rusten.
Na een tijdje komt hij bij een nieuw team: de Thunderbolts.
Winter Soldier is te zien in de volgende films en series:
- Captain America: The First Avenger (2011)
- Captain America: The Winter Soldier (2014)
- Ant-Man (2015) (post-credit scène)
- Captain America: Civil War (2016)
- Black Panther (2018) (post-credit scène)
- Avengers: Infinity War (2018)
- Avengers: Endgame (2019)
- The Falcon and the Winter Soldier (2021) (Disney+)
- What If...? (2021-2024) (stem) (Disney+)
- Captain America: Brave New World (2025)
- Thunderbolts* (2025)

### Andere
- De Winter Soldier doet mee in het spel Marvel: Ultimate Alliance.
- De Ultimate Marvel-versie van Bucky deed mee in de film Ultimate Avengers.
- Bucky deed ook mee in de animatieserie The Marvel Superheroes.